# رنس فن آیدن
رنس فن آیدن (هلندی: Rens van Eijden؛ زادهٔ ۳ مارس ۱۹۸۸) بازیکن فوتبال اهل هلند است.

## تیم ملی
وی همچنین در تیم ملی فوتبال هلند بازی کرده‌است.